# À perdre la raison
Pour les articles homonymes, voir Perdre la raison.
Pour plus de détails, voir Fiche technique et Distribution.
À perdre la raison est un film belge réalisé par Joachim Lafosse sorti en 2012.
Le film est librement inspiré de l'affaire Geneviève Lhermitte, du nom de cette mère de famille nivelloise ayant assassiné ses cinq enfants en février 2007.
Projeté au Festival de Cannes 2012, le film vaut à Émilie Dequenne le prix d'interprétation féminine dans la catégorie Un certain regard.

## Synopsis
Murielle et Mounir, un couple heureux, va se marier et avoir des enfants sous le toit du bienveillant Docteur Pinget. Petit à petit, les relations deviennent complexes, étouffent le couple et la famille, qui ne se doutent pas de la fin tragique vers laquelle ils tendent.

## Fiche technique
- Réalisation  : Joachim Lafosse
- Scénaristes : Mathieu Reynaert, Joachim Lafosse et Thomas Bidegain
- Directeur de la Photographie : Jean-François Hensgens
- Monteur : Sophie Vercruysse
- Décors : Anna Falguères
- Costumes : Magdalena Labuz
- Production : Jaccques-Henri Bronckart et Olivier Bronckart
- Pays d'origine : France ; Belgique ; Luxembourg ; Suisse
- Genre : Drame
- Langue : Français
- Durée : 1h51
- Box Office France : 180 000 entrées[2]
- Date de sortie : 
  - Festival de Cannes : 22 mai 2012
  - Belgique : 30 mai 2012
  - France : 22 août 2012

## Distribution
- Niels Arestrup : Dr André Pinget
- Tahar Rahim : Mounir
- Émilie Dequenne : Murielle, la femme de Mounir
- Stéphane Bissot : Françoise, la sœur de Murielle
- Mounia Raoui : Fatima, la sœur de Mounir
- Redouane Behache : Samir, le frère de Mounir
- Baya Belal : Rachida, la mère de Mounir
- Nathalie Boutefeu : le docteur Declerck, la psy
- Yannick Renier : le radiologue
- Claire Bodson : la femme policier à l'hôpital

## Production

### Inspiration
Le 28 février 2007, dans la ville belge de Nivelles (province du Brabant wallon), une mère de famille de 42 ans, Geneviève Lhermitte, égorge ses cinq enfants âgés de 3 à 14 ans, Yasmine, Nora, Myriam, Mina et Medhi.
Il est précisé dans le générique de fin : « Cette œuvre de fiction n'a pas pour objet de relater avec exactitude le fait divers dont elle est librement inspirée. ». Geneviève Lhermitte a demandé à être euthanasiée et elle l'a été le 28 février 2023.

### Tournage
Le film a été tourné en Belgique, au Luxembourg et au Maroc.

### Musique
Le réalisateur indique : « J'utilise la musique chaque fois qu'il se produit une transgression. Scarlatti souligne ce lien. La musique baroque est parfaite car elle nous embarque au-delà de la psychologie. »,.
- Mentre io Godo - Alessandro Scarlatti
- La Maddalena n°35 - Alessandro Scarlatti
- Concerto II A Quattro En Ut Mineur op.1, Largo - Pietro Locatelli
- Maddalena ai piedi di Cristo  n°47, Aria Per Il Mar del Pianto Mio - Antonio Caldara
- Stabat Mater (Haydn) - Joseph Haydn
- Reprise de la mélodie de Ils s'aiment de Daniel Lavoie, jouée au piano.
- Femmes, je vous aime - Julien Clerc

## Accueil
Les membres de l'Union de la critique de cinéma (UCC) considèrent le film comme une « expression majeure de ce que la subjectivité d’un cinéaste peut et doit apporter à un sujet de société, en osant faire d’un fait divers une fiction, et en donnant à Émilie Dequenne un personnage qu’elle interprète de façon prodigieuse ».

### Avis des intéressés
Bien qu'il n'ait pas vu le film, Bouchaïb Moqadem, le père des enfants de Geneviève Lhermitte, l'a critiqué en le décrivant comme « insulte à la mémoire de mes enfants ». Il a ajouté : « j'ai le droit à l'oubli. Cet assassinat et ce massacre gratuit sont inexplicables. Comment peut-on alors l'expliquer avec un artiste ? ».
Le Dr Schaar qui a inspiré le personnage joué par Niels Arestrup s'est également indigné par rapport au film, « c'est faire du fric sur cinq cadavres d'enfants ». Il estime que Joachim Lafosse « a fait preuve d'un manque d’empathie vis-à-vis des enfants morts et se fout complètement des protagonistes vivants ». En mai 2010, les deux intéressés s'étaient déjà vivement opposés à la réalisation du projet et avaient par la suite réclamé un droit de regard sur l'œuvre qui leur a été refusé,.

## Distinctions

### Récompenses
- Festival de Cannes 2012 : Cannes (Sélection « Un certain regard ») : Prix d'interprétation féminine pour Émilie Dequenne.
- Prix André-Cavens de l'Union de la critique de cinéma (UCC) pour le meilleur film belge en 2012.
- 2012 : Meilleure coproduction à la 3e cérémonie des Ensors
- 2013 : Prix FIPRESCI de la meilleure actrice dans un film de langue étrangère au Festival international du film de Palm Springs pour Émilie Dequenne.
- 2013 : Magritte du cinéma : 
  - Meilleur film
  - Meilleur réalisateur
  - Meilleure actrice  pour Émilie Dequenne
  - Meilleur montage.

### Nominations
- 2012 : Meilleur film étranger au Satellite Awards
- 2013 : Magritte du cinéma :
  - Meilleure actrice dans un second rôle
  - Meilleur scénario
  - Meilleur son
- César 2013 : César du meilleur film étranger
- 2013 : Prix Lumières du meilleur film francophone